# 张秀川
张秀川（1919年—2005年），原名张清湖，河北省深县人。中国人民解放军少将。
早年担任冀鲁豫军区第三十二团政委、第十六团政委等职。1946年，担任辽南军区独立师政治部主任。1948年，任东北独立第五师第二政委、东北野战军四纵12师副政委、政委。1949年，任第四野战军第41军123师政委，组织塔山战役。中华人民共和国成立后，担任第41军政治部主任。朝鲜战争中，任第41军政委，参加板门店谈判。1953年，升任陆军第三兵团政治部主任，解放军总政治部组织部副部长，授少将军衔。1962年，任海军政治部主任，后升任海军副政委。1969年，任军政大学政委。九一三事件中受牵连，因文化大革命事，被停职。最终被认定参与林彪反革命集团的阴谋活动犯有罪行，被开除党籍、军籍。1982年被解放军军事检察院决定对其免予起诉，退出现役。2005年逝世。